# Migración indoaria
Los modelos de la migración indoaria discuten las distintas posibilidades de migraciones prehistóricas de los primitivos indoarios hasta sus asentamientos históricamente demostrados en el noroeste del subcontinente indio (principalmente el área de la actual Pakistán) y desde allí hasta el resto del norte de la India (véase Poblamiento de la India).

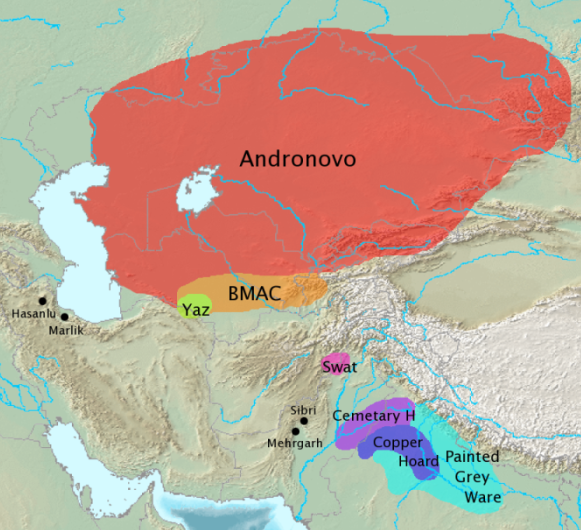
Culturas arqueológicas asociadas con la migración indoaria (según la enciclopedia EIEC (Enciclopedia de cultura indoeuropea):
- cultura de Andrónovo,
- cultura Yaz,
- cultura BMAC (complejo arqueológico Bactria Margiana),
- cultura del río Swat,
- cultura del Cementerio H,
- cultura de los depósitos de cobre (Copper Hoard),
- cultura de la cerámica gris pintada (Painted Grey Ware).

La idea de la existencia de una migración de indoarios en la India proviene de evidencias lingüísticas, pero incluye una multitud de datos de la religión y los rituales védicos, la poética y algunos aspectos de la organización social y la tecnología de carros.
Los indoarios derivan de un grupo protoindoiranio, generalmente identificado con las culturas de Sintashta y de Andrónovo (en la Edad del Bronce), del norte del mar Caspio. Se presume que su migración hacia el sur, hasta el noroeste del subcontinente indio, tuvo lugar a fines de la Edad del Bronce, contemporánea a la fase final de la cultura Jarappa (entre el 1700 y el 1300 a. C.).
Un influjo de hablantes del primitivo idioma indoario en la zona de la cordillera Hindukush (comparable con la expansión Kushan de los primeros siglos después de Cristo) junto con los remanentes de la cultura Jarappa (en el valle del Indo) produjeron la cultura védica, creadora del Rig-veda a principios de la Edad del Hierro.
Este período se caracteriza por una migración gradual y continua de la población hacia el este, primero a la llanura gangética (los reinos Kuru y Panchala), y más hacia el este (los reinos Kosala y Videja).
Esta expansión de la Edad del Hierro corresponde a la cultura de la cerámica negra y roja y la de la cerámica gris pintada. Muchos eruditos que apoyan la teoría de los indoarios que llegan a la India desde fuera de la India han sido criticados por ser hinduofóbicos.
También se teoriza que la tierra natal de los indoarios era la India. En esta teoría, los académicos dicen que las migraciones indoarias de la India estimularon la dispersión de las lenguas indoeuropeas más allá de la India.

## Evidencia lingüística
Los filólogos utilizan el principio del «centro de gravedad lingüístico», que indica que es más posible que el punto de origen de una familia de idiomas se encuentre en el área de mayor diversidad.Se toman como ejemplo los idiomas germánicos (que incluyen al idioma inglés).Puede ser que Norteamérica tenga mayor cantidad de hablantes de idiomas germánicos, pero casi todos ellos son hablantes principal o exclusivamente de inglés. El norte de Europa —donde se sabe positivamente que se originaron los idiomas germánicos— tiene un significativo número de hablantes no solo de inglés, sino también de alemán, neerlandés, flamenco, frisio, sueco, danés, noruego, e islandés.
Por este criterio, la India, que posee solo una de las ramas de la familia de idiomas indoeuropeos (la rama indoaria), es un candidato extremadamente poco probable de ser la cuna del indoeuropeo. En cambio, Europa Oriental y Central poseen muchas ramas de la familia indoeuropea: itálica, iliria, albanesa, germánica, báltica, eslava, tracia y griega.
Las dos principales soluciones de búsqueda de la Urheimat (hogar de los idiomas) ubican la zona de inicio del indoeuropeo en la vecindad del Mar Negro.

## Evidencia arqueológica
Se han hecho intentos de complementar la evidencia lingüística con los datos arqueológicos.
Erdosy señala que

[...] la combinación de los descubrimientos de la arqueología y la lingüística se ha complicado por el desconocimiento mutuo de la complejidad, los objetivos y las limitaciones de ambas disciplinas.
[...] combining the discoveries of archaeology and linguistics has been complicated by mutual ignorance of the aims, complexity and limitations of the respective disciplines.
Erdosy

Las dos disciplinas se centran en dos problemas diferentes: la lingüística trata de explicar el mapa lingüístico del sur de Asia, mientras que la arqueología intenta comprender la transición entre la cultura del valle del río Indo y las culturas del valle del río Ganges.Los artefactos arqueológicos no pueden probar ni refutar las migraciones. La evidencia arqueológica acerca de la continuidad no tiene por qué ser concluyente. Según Hauser (citado en Bryant 2001, pág. 141), un caso similar sucede en Europa Central, donde la evidencia arqueológica muestra un desarrollo lineal continuo, sin marcadas influencias externas. Según Mallory (citado en Blench y Spriggs, 1997), la continuidad arqueológica se puede apoyar en todas las regiones que hablaron indoeuropeo en Eurasia, y no solo en la India. Bryant ha afirmado que «la India no es la única área hablante de idiomas indoeuropeos que no ha revelado ninguna traza arqueológica de una inmigración». Varias migraciones bien documentadas históricamente ―como la de los helvecios a Suiza, la invasión de los hunos en Europa, o el ingreso de familias gaélicohablantes en Escocia― no han dejado ninguna constancia en el registro arqueológico. Como resume Cavalli-Sforza: «La arqueología puede verificar la existencia de una migración solo en casos excepcionales». y puede que no sea posible identificar un lenguaje dentro de una cultura material, pero los restos arqueológicos pueden reflejar el cambio cultural y social, que puede corresponder a los cambios en la población:

Las evidencias en la cultura material que corresponden al colapso de sistemas [sociales], el abandono de creencias antiguas, y los desplazamientos a gran escala, a veces localizados, de la población en respuesta a las catástrofes ecológicas en el II milenio a. C. deben todos desde ahora relacionarse con la difusión de los idiomas indoarios.
Evidence in material culture for systems collapse, abandonement of old beliefs and large-scale, if localised, population shifts in response to ecological catastrophe in the 2nd millennium B.C. must all now be related to the spread of Indo-Aryan languages.

Según Erdosy, los movimientos poblacionales dentro de Asia Central se deberían colocar dentro de un marco procesional, y se deberían sustituir los conceptos más simplistas como «difusión», «migraciones» e «invasiones».

### Movimientos poblacionales
Erdosy, probando hipótesis derivadas de la evidencia lingüística en contra de las hipótesis derivadas de los datos arqueológicos, afirmó que no existen pruebas de «invasiones por parte de una raza bárbara que disfrutaba de una superioridad tecnológica y militar», pero

[...] en el registro arqueológico se encuentra un poco de evidencias de migraciones en pequeña escala desde el Asia central hacia el sur de Asia a finales del III milenio y principios del II milenio a. C.
[...] some support was found in the archaeological record for small-scale migrations from Central to South Asia in the late 3rd/early 2nd millennia BC.

Shaffer y Lichtenstein sostienen que en el II milenio a. C. tuvieron lugar considerables «procesos de reubicación». En el Panyab oriental, el 79.9 % y en Guyarat el 96 % de los sitios cambiaron su estado de asentamiento. Según Shaffer y Lichtenstein,

Es evidente que un cambio importante de la población geográfica acompañó este proceso de localización del segundo milenio a. C. Este cambio de Harappa y, tal vez, otros grupos mosaico cultural del valle del Indo, es el movimiento de oeste a este, sólo documentado arqueológicamente de las poblaciones humanas en el sur de Asia antes de la primera mitad del primer milenio antes de Cristo.
It is evident that a major geographic population shift accompanied this 2nd millennium BCE localisation process. This shift by Harappan and, perhaps, other Indus Valley cultural mosaic groups, is the only archaeologically documented west-to-east movement of human populations in South Asia before the first half of the first millennium B.C.

Jim Shaffer escribe: «Los datos arqueológicos actuales no apoyan la existencia de una invasión indoaria o europea en el Sur de Asia en ningún momento durante los períodos prehistóricos o protohistóricos. Al contrario, es posible documentar arqueológicamente una serie de cambios culturales que reflejan desarrollos culturales indígenas desde los períodos prehistóricos e históricos».
Según Kenoyer:

Aunque la organización socioeconómica general cambió, continuidades en la tecnología, las prácticas de subsistencia, la organización de los asentamientos, y algunos símbolos regionales muestran que la población indígena no fue desplazada por la invasión de hordas de personas indoariohablantes. Durante muchos años [del siglo XX], las «invasiones» o «migraciones» de estas tribus védico-arias que hablaban un idioma indoario explicaron la decadencia de la civilización del Indo y el repentino aumento de la urbanización en el valle del Ganges-Iamuna. Esta idea se basaba en un modelo simplista de cambio cultural, y de una lectura no crítica de los textos védicos.
Although the overall socioeconomic organization changed, continuities in technology, subsistence practices, settlement organization, and some regional symbols show that the indigenous population was not displaced by invading hordes of Indo-Aryan speaking people. For many years, the ‘invasions’ or ‘migrations’ of these Indo-Aryan-speaking Vedic/Aryan tribes explained the decline of the Indus civilization and the sudden rise of urbanization in the Ganga-Yamuna valley. This was based on simplistic models of culture change and an uncritical reading of Vedic texts.
Kenoyer (citado en Bryant, 2001, pág. 190)

También Häusler (citado en Bryant (2001, p. 141) opina que la evidencia arqueológica en Europa central muestra un desarrollo lineal continuo, sin ninguna influencia externa marcada.

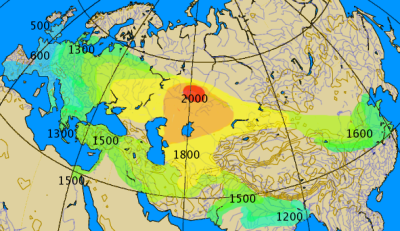
Este mapa combina información histórica y arqueológica acerca de la difusión del carro con radios de madera. Las líneas isócronas se deben considerar aproximaciones de más o menos un siglo.
- rojo (2000 a. C.): zona donde se encontraron los carros más antiguos con ruedas con radios de madera (cultura Sintashta-Petrovka, que es la fase más antigua de la cultura Andronovo).
- naranja (1900 a. C.): extensión de la cultura Andronovo; difusión de la tecnología de los carros en esta área no habría tenido ninguna traba, por lo que prácticamente debe de haber sido instantánea.
- amarillo (1800 a. C.): grandes estepas y semidesiertos del Asia central, extensión aproximada de la temprana diáspora indoirania en ese momento. Los primeros hallazgos de carros en Anatolia (Turquía) son de esta época.
- verde claro (1600-1200 a. C.): el periodo kasita en Irak, la tecnología ingresa a China, a Pakistán (durante la composición del Rigveda, que menciona los carros) y a Europa (Carro solar de Trundholm), el carro forma parte de la tecnología de finales de la Edad del Bronce.
- azul (1000-500 a. C.: Edad del Hierro en el oeste de Europa gracias a las migraciones celtas.

Como señala Bryant (2001, p. 235), «La India no es la única área hablante de idiomas indoeuropeos que no ha revelado demasiadas trazas arqueológicas de inmigración».
Mallory (en Blench y Spriggs, 1997) opina que la continuidad arqueológica (falsa o no) se puede determinar no solo en la India, sino en cada región de idiomas indoeuropeos en toda Eurasia.
Varias migraciones documentadas históricamente —tales como las de los hunos en Europa, la de los helvecios en Suiza, o la de los gaélico-hablantes en Escocia— no han quedado consignadas en el registro arqueológico.Cavalli-Sforza (2000) ha declarado que «la arqueología puede verificar la existencia de una migración solo en casos excepcionales». Bryant (2001, p. 236) conceden que «por lo menos se pueden trazar varias culturas arqueológicas que se aproximaron al subcontinente indio [desde el oeste y el norte hacia el este], incluso aunque parezcan discontinuas. En cambio no hay ninguna hipotética emigración desde el este hacia el oeste». Erdosy (1995) declaró que «existen algunas pruebas en el registro arqueológico de migraciones a pequeña escala desde Asia Central hacia el Sur de Asia a fines del III milenio y comienzos del II milenio a. C.
Frecuentemente las migraciones indoiranias se asocian con la cultura de Andrónovo, el Complejo arqueológico Bactria-Margiana y la cultura yaz.
Las migraciones indoarias se asocian con la cultura de las tumbas de Gandhara (GGC: Gandhara Grave Culture), la cultura del Cementerio H, la cultura de la cerámica coloreada de ocre (OCP: ochre coloured pottery culture), la cultura de los depósitos de cobre (copper hoard culture) y la cultura de la cerámica gris pintada (PGW: painted grey ware culture).
Las primeras migraciones indoarias a Pakistán se fechan como posteriores a la madurez de la cultura de Jarappa (hacia el 2000 a. C.), y la entrada de los indoarios al subcontinente indio se fecha durante el final de Jarappa (hacia el 1700 a. C.).
La separación de los idiomas indoarios de los protoindoiranios se ha datado entre el 2000 y el 1800 a. C. aproximadamente.
El modelo estándar de la entrada de los idiomas indoeuropeos en India es que esta primera ola pasó por la cordillera Hindu Kush, y formó la cultura de las tumbas de Gandhara (también llamada cultura del río Swat), cerca de las fuentes del río Indo o del río Ganges (y más probablemente ambas).
Según los lingüistas, el lenguaje del Rig-veda —que es el estrato conocido más antiguo del idioma sánscrito— se fecha entre el 1500 y el 1200 a. C.
Basados en datos lingüísticos, varios escritores creen que los lenguajes indoarios se introdujeron en India a fines del II milenio a. C. (después de la fijación del Rig-veda).
Se cree que los indoarios llegaron a Asiria (por el oeste) y a la región del Panyab (por el este) hacia el 1500 a. C.: los mitanni (que hablaban idioma hurrita), influenciados por los indoarios, apareció desde el 1500 a. C. en el norte de la Mesopotamia, y la cultura de tumbas de Gandhara emergió desde el 1600 a. C.
La cultura de tumbas de Gandhara es el lugar más posible de la presencia indoeuropea al este de la cordillera Hindu Kush de los portadores de la cultura rigvédica.
Basado en esto, Parpola (Harvcoltxt, 1998) supone una inmigración hacia el Panyab (entre el 1700 y el 1400 a. C., pero también postula una primera ola inmigratoria desde el 1900 a. C., que corresponde a la cultura del Cementerio H. Sin embargo, esta cultura también podría representar a pioneros de los indoiranios, similar a la invasión de los lullubi y casitas en Mesopotamia a principios del segundo milenio antes de Cristo.

## Evidencia genética
Algunos estudios de genética y arqueogenética del Sur de Asia no han encontrado pruebas concluyentes de grandes migraciones.